# Wilfried Sätty
Wilfried Sätty, Sätty oder auch Satty, geboren als Wilfried Podriech (* 12. April 1939 in Bremen; † 31. Januar 1982 in San Francisco), war ein deutscher Grafiker der Hippie- und Beat Generation, der in den USA, insbesondere in Kalifornien, vor allem für seine Schwarz/Weiß-Grafiken bekannt war.

## Leben und Werk
Podriech wuchs im schwer kriegszerstörten Bremen auf. Nachdem er eine Ausbildung zum Mechaniker abgeschlossen hatte, arbeitete er zunächst in Kanada und ging schließlich 1961 nach San Francisco. Dort arbeitete Podriech einige Jahre als Steward auf Kreuzfahrtschiffen, die den Pazifik befuhren, später als Designer für Heizungs- und Belüftungsanlagen.

Totenschein für Wilfried Podriech, aka SÄTTY

Er wohnte in North Beach, einem Stadtteil von San Francisco, der zu dieser Zeit ein Zentrum der Beat- und Hippie-Bewegung war, mit denen er auf diese Weise in Kontakt kam. 1966 verkaufte Podriech seine ersten großflächigen Collagen, es folgten zahlreiche farbige Werke, Lithographien sowie Hunderte von Schwarz/Weiß-Collagen. In den 1970ern erschienen viele von diesen in Veröffentlichungen der 68er-Bewegung, aber auch etablierter Medien. Es erschienen seine beiden Collagenbände The Cosmic Bicycle und Time Zone, gefolgt von umfangreichen Bänden zu Dracula und den Werken Edgar Allan Poes. Bis zu seinem Tod als Folge eines Sturzes von einer Leiter in seinem Haus schuf „Sätty“, wie er sich später nannte, zahlreiche Collagen, die hauptsächlich Ereignisse aus der Geschichte der Stadt San Francisco zum Inhalt hatten.

## Werke (Auswahl)
- The Cosmic Bicycle (1971)
- Time Zone (1973)
- The Annotated Dracula (1975)
- The Hasheesh Eater (1975)
- The Illustrated Edgar Allan Poe (1976)[2]
- Visions of Frisco: An Imaginative Depiction of San Francisco during the Gold Rush & The Barbary Coast Era (postum 2008)

## Rezeption
„His work evidenced his Germanic roots with a somber, dreamlike realm of utopian, surrealist fantasy spiced by disarming accents of the bizarre and grotesque.“

Seine Werke wurden in zahlreichen Galerien und Museen ausgestellt, unter anderem hier:
- San Francisco Museum of Modern Art
- Museum of Modern Art, New York City
- Museum of Fine Arts, Boston
- Nationalmuseum Warschau